# 国威路站
国威路站位于中华人民共和国江西省南昌市青山湖区国威路与上海北路交叉口，是南昌地铁3号线的地铁车站，车站于2020年12月26日和3号线一同启用。

## 车站结构
车站位于上海北路与国威路的交叉口，为地下二层岛式车站:55。

### 楼层
| 1层  | 地面               | 出入口                         |  |  |
| -1层 | 站厅               | 自动售票机、客服中心           |  |  |
| -2层 |                    | █ 3号线 往银三角北（青山湖西） |  |  |
|      | 岛式站台，左侧开门 |                                |  |  |
|      |                    | █ 3号线 往京东大道（火炬广场） |  |  |

### 出入口
| 编号                   | 指示                     | 图片 | 建议前往的目的地       |
| ---------------------- | ------------------------ | ---- | ---------------------- |
| 出口 · 1L · 升降机标志 | 国威路南侧               |      | 高校住宅小区           |
| 出口 · 3L              | 国威路北侧，上海北路东侧 |      | 青湖村公寓             |
| 出口 · 4L              | 国威路南侧，上海北路西侧 |      | 南昌大学青山湖校区北区 |
| 註： 設有              |                          |      |                        |

## 历史
- 2014年1月23日3、4号线优化调整规划批前公示，3号线改动走向后在此设站[3][4]。
- 2014年3月21日公布的“南昌市城市快速轨道交通建设规划（2014-2020）环评”显示本站名为上海北路站[5]。
- 2015年5月5日《南昌市城市轨道交通第二期建设规划(2015-2021)》得国家发改委批复，显示本站名为“上海北路站”[6]。
- 2015年7月20日南昌市轨道交通3号线工程环境影响评价文件拟受理情况的公示，[7]公布了《南昌市轨道交通3号线工程环境影响报告书（公示稿）》[2]。
- 2015年8月4日《关于南昌市轨道交通3号线工程规划选址的批前公示》，“上海北路站”位于上海北路与国威路的交叉口[8][9]。
- 2016年8月6日南昌晚报报道了地铁2、3号线车站改名情况；本站改名为国威路站[10]。